# Landschapsbeheer Flevoland
Stichting Landschapsbeheer Flevoland is de organisatie voor landschapsbeheer, natuurbehoud en cultuurhistorie in de Nederlandse provincie Flevoland opgericht in 1999. Het is een van de 12 provinciale organisaties die samenwerken binnen Landschapsbeheer Nederland, die onderdeel vormt van overkoepelende stichting LandschappenNL waartoe ook de Provinciale Landschappen behoren. 

## Activiteiten
De  stichting richt zich op het behoud en onderhoud van het landschap in Flevoland, binnen en buiten de stedelijke gebieden. Ze  heeft geen eigen terreinen in bezit en  werkt voor en samen met eigenaren en andere beheerders zoals boeren en gemeenten. Ze kan daarbij rekenen op de medewerking van enkele honderden vrijwilligers.
De stichting organiseerde en organiseert uiteenlopende activiteiten op het gebied van:
- Biodiversiteit: het vergroten van kennis van dier- en planten soorten, door het organiseren van cursussen zoals weidevogelbescherming en excursies.
- Landschapzorg : het verzorgen van van instructies voor landschapsonderhoud, zoals maaien met de zeis en het snoeien van fruitbomen
- cultuurhistorie:  bijvoorbeeld zijn er onder de naam 'Op de kuierlatten' wandelroutes over boerenerven en landbouwgronden uitgezet. Tijdens de route zijn tevens streekproducten te koop. De moderne cultuurhistorie krijgt aandacht onder het motto 'Bakens in de tijd'. Hierbij wordt stil gestaan bij cultuurhistorische objecten uit de inpolderingsperiode van de grote polders, of erna, zoals pioniersbarakken, aquaducten, dampalen, hevelhuisjes, alsmede wrakken van schepen vliegtuigen.

De stichting werkt samen met overheden, agrariërs, particulieren en bedrijven en andere organisaties.
Behalve het uitvoeren van praktische werkzaamheden zoals het onderhoud van bomen, richt de stichting zich op het beïnvloeden van overheidsbeleid en het samen met anderen ontwikkelen van projecten.